# 스베틀라나 군다렌코
스베틀라나 아르노브나 군다렌코(러시아어: Светла́на А́рновна Гу́ндаренко, 1969년 6월 23일~)는 러시아의 전직 유도 선수, 종합격투기 선수이다. 1992년 하계 올림픽과 1996년 하계 올림픽 여자 헤비급에 참가했다.